# NGC 3145
NGC 3145 é uma galáxia espiral barrada (SBbc) localizada na direcção da constelação de Hydra. Possui uma declinação de -12° 26' 04" e uma ascensão recta de 10 horas, 10 minutos e 09,9 segundos.
A galáxia NGC 3145 foi descoberta em 19 de Março de 1786 por William Herschel.